# Евлахишвили, Иван Иванович
Иван Иванович Евлахишви́ли (Евла́хов) (1824—1888) — российский прозаик, переводчик.

## Биография
Родился в 1824 году в городе Старая Шемаха Грузинской губернии в семье грузинских дворян,
издревле переселившихся в Азербайджан, но сохранивших православие. Детство провел в Шемахе. Воспитывался в Благородном пансионе
при Тифлисской гимназии (выпущен в чине 14-го класса). Поступал на математическое отделение философского факультета Московского университета (1841). Помощник редактора и корректор газеты «Закавказский вестник» (1842), и. о. редактора (1843—1845). Помощник смотрителя типографии канцелярии
Кавказского наместника (1846—1848). Столоначальник Управления карантинно-таможенного округа Закавазского края (1849—1850). Секретарь в Тифлисской таможне (1851—1852), в Коммерческом суде (1853—1857). В 1858 году был «отослан» заседателем уездного суда в город Нуха Шемахинской губернии за публикацию статьи, в которой «он весьма недвусмысленно осуждал политику царских чиновников в Закавказье». Старший чиновник особых поручений при шемахинском военном губернаторе (1859—1860). Старший делопроизводитель канцелярии тифлисского военного губернатора (1861—1865). В 1862 году, как секретарь Главного комитета о конских скачках на Кавказе побывал в Германии, Франции, Англии. Член Кавказского отделения РГО (с 1852). Прокурор гражданского управления в Терском областном суде (1867—1871), затем судья Ставропольского окружного суда, в Новогригорьевском уезде (1872—1878) и в Александровском уезде (с 1879 и до конца жизни).
С детства увлекался русской литературой, писал о творчестве А. С. Пушкина, Н. М. Карамзина, Н. И. Гнедича. Из литературного наследия Евлахова наибольший историко-литературный интерес представляет перевод на русский язык отрывков из поэмы Ш. Руставели «Витязь в тигровой шкуре» (1846) — второй по времени появления стихотворный перевод, сделанный независимо от первого перевода И. В. Бартдинского (1845). Перевод Евлахова вызвал критику (1846), на которую автор ответил полемической статьей, в которой он сформулировал задачу переводчиков: «усвоить мысль, чувства, красоту слова подлинника, переплавить все это в горниле поэтической души и вылить с теми же достоинствами в естестенные формы языка, которому усвояем творение». Из прозаических произведений Евлахова самым заметным является повесть «Шамлибельская долина» (1849), посвящённая герою азербайджанского эпоса Кёр-оглы. Повесть Евлахова была популярна, на ее основе 3. Н. Антонов написал первую грузинскую трагедию «Кёр-оглы» (1853). Увлечение грузинской народной поэзией, импровизациями ашугов отразилось и в статье «О народных песнях и певцах Грузии» (1850), в которой была предпринята попытка научного изучения фольклорных произведений. Евлахов перевёл на русский язык 100 грузинских пословиц и поговорок (1852). В числе других прозаических произведений — рассказы, бытовые очерки, зарисовки: «Заметки о Тифлисе» (1846), «Новый год в Тифлисе» (1847), «Заметки по пути в Мингрелию» (1847), «Муша» (1851), «Необыкновенный случай» (1852), «Тифлисские караван-сараи» (1852), «Имам-Гуссейн» (1857). Большую известность принесла Евлахову комедия «Свадьба» (1850).
Другие произведения: статьи «Механический театр кукол Крамеса» (1846), «Взгляд на исторические события в Грузии XI—XII вв.» (1846), «Грузинский театр» (1855), «Неделя в Баку» (1861), «Дюма (отец) в Шемахе» (1887) , «Персидская поэзия» (на грузинском языке, 1864).